# Phare de la Vieille
Vous lisez un « article de qualité » labellisé en 2013.
Pour les articles homonymes, voir La Vieille et Vieille.
Le phare de la Vieille est un phare maritime du Finistère (France) construit de 1882 à 1887 sur le rocher de Gorlebella (« la roche la plus éloignée » en breton).
Il éclaire et sécurise fortement le passage dangereux du raz de Sein, de concert avec la tourelle de la Plate (cardinale ouest) et le phare de Tévennec. Il est situé dans le raz de Sein à moins d'un mille marin à l'ouest de la pointe du Raz sur la commune de Plogoff et appartient à l'État français.
L'« Enfer » de la Vieille doit sa célébrité à sa situation isolée en mer dans une zone agitée. De plus, il se démarque par son histoire et son passé riches : entre les études de faisabilité et le premier allumage, près de dix ans ont été nécessaires pour sa construction. Lors de son automatisation en 1995, les gardiens en place refusèrent la relève en signe de protestation.
Il a été inscrit monument historique par arrêté du 31 décembre 2015,. Sur proposition de la Commission nationale des monuments historiques, la ministre de la culture et de la communication a, le 20 avril 2017, classé au titre des monuments historiques le phare de la Vieille.

## Historique

### La nécessité d'un phare dans le raz de Sein
Le raz de Sein est la route maritime la plus courte et la plus sûre pour les navires circulant entre l'Atlantique et la Manche ; en effet, plus à l'ouest, des hauts-fonds, l'île de Sein puis la chaussée de Sein barrent la route sur plus de 30 milles. C'est cependant un passage très dangereux du fait du courant très violent généré par les marées (jusqu'à six nœuds en vives eaux), de la mer souvent déferlante, et de nombreux rochers. Le courant lève, même par brise modérée, une mer très forte gênante y compris pour des navires d'un certain tonnage. Les guides de navigation recommandent d'attendre la renverse, moment où le courant s'annule et la mer se calme, pour franchir le raz de Sein.
Les alentours de la pointe du Raz, et en particulier la baie d'Audierne, vivent notamment jusqu'au XVIIIe siècle des épaves trouvées sur les lieux des nombreux naufrages.

### Construction et mise en service

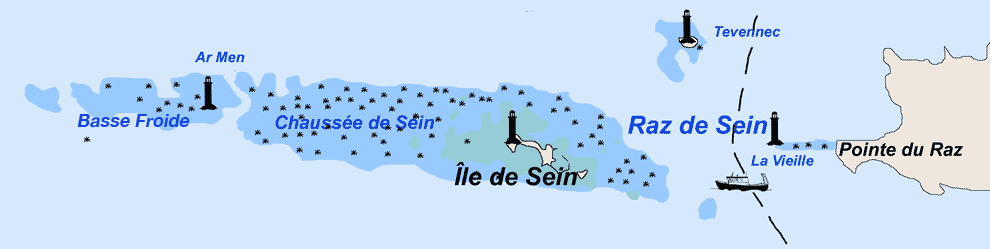
Plan de la chaussée de Sein, montrant l'implantation des phares.

#### Études de faisabilité

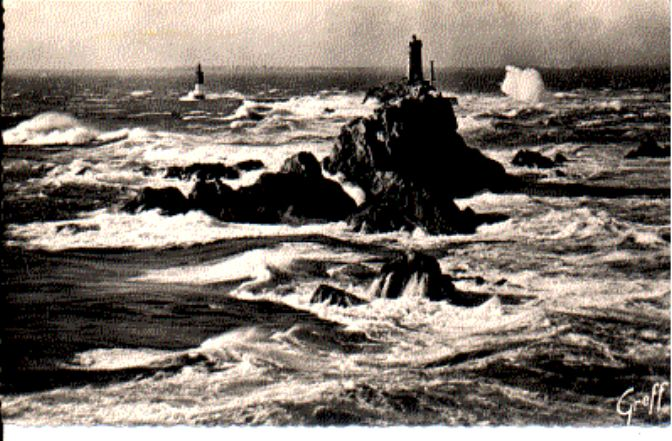
Le phare de la Vieille en 1912, face à une mer agitée, vu depuis la pointe du Raz.

Dès 1860, le principe de construction d'un phare sur le rocher de la Vieille, également nommée Gorlebella (« la roche la plus éloignée » en breton) est retenu. Un phare de premier ordre, les Héaux de Bréhat, construit sur les récifs, avait déjà été allumé en 1840. Le 30 novembre 1861, la Commission des phares rend un avis favorable à la construction d'un phare de 3e ordre sur le rocher (qui signale les passages dangereux et les récifs le long des côtes, comme ceux de 3e ordre). En 1862, les ingénieurs peuvent présenter leur avant-projet, en même temps que pour le phare de Tévennec, mais en raison des difficultés prévisibles de réalisation et de la construction délicate en cours du phare d'Ar-Men, le travail est constamment ajourné par le service maritime. En 1872, il décide même de reporter le projet, dans l'attente de la finalisation d'Ar-Men, et de se contenter dans l'immédiat du système provisoire d'éclairage qu'il a décidé de mettre en œuvre avec le phare de Tévennec et les deux feux d'alignement du bec du Raz.
Mais en 1879, deux ans avant l'achèvement du phare d'Ar-Men, le projet est relancé : il apparaît en effet opportun de mener les deux chantiers de front, afin de faire travailler les ouvriers sur le chantier de la Vieille lorsque la roche d'Ar-Men est inabordable. La construction du phare de la Vieille n'est confirmée qu'à la suite d'une série d'études de faisabilité. La première étude de faisabilité débute en 1879, par une campagne in situ avec cinq débarquements sur le site du futur phare. Durant cette campagne sont étudiés : la roche, le régime des courants et les conditions d'accostage. Les pêcheurs de l'île de Sein embauchés pour cette campagne arrivent avec difficulté à effectuer quelques forages permettant de sceller des organeaux d'amarrage. De même, des maçons ayant participé à l'édification du phare d'Ar-Men réalisent six mètres cubes de maçonnerie dans les parties basses, améliorant sensiblement les points d'accostages, dont le plus important permet d'aborder le rocher par le nord-est.
En 1880 démarre une nouvelle campagne durant laquelle seront réalisés une dizaine d'accostages qui permettront de réaliser les travaux préparatoires suivants : la pose des organeaux et des barres de scellement, et grâce à ces barres, la construction d'une plate-forme de 37 mètres cubes de maçonnerie réalisé au Nord-Est de la roche. Cette plate-forme ainsi réalisée servira à la fois de zone de débarquement des matériaux de construction, et de future fondation pour la base du phare.
Une dépêche est émise le 29 janvier 1881 par le ministre des Travaux publics Carnot : « des renseignements recueillis et des résultats obtenus pendant les deux campagnes de 1879 et 1880, il ressort que l'on peut établir un phare sur la roche la Vieille, dans des conditions de dépense parfaitement en rapport avec les services à rendre ». c'est alors qu'un crédit de 100 000 francs est voté en avril 1882.
Comme Ar-Men, la construction de ce nouveau phare n'est pas simple. La roche de la Gorlebella sur laquelle reposera le phare est allongée dans le sens des courants, de plus ces derniers sont violents et quasi permanents. De ce fait, la roche n'offre que peu de zones abritées, lesquelles ne sont calmes que pendant un court laps de temps.
La configuration des lieux pour l'accostage est la suivante : au sud gisent des basses ; à l'est et à l'ouest, tout stationnement est interdit à cause des courants dont la vitesse peut atteindre plus de six nœuds.
Il ne reste donc que la face nord, laquelle, en raison de la violence des courants, ne permet d'accoster que par mer calme, trois jours avant et trois jours après le quartier de la lune, en période de morte-eau et seulement pendant le flot. Une mer agitée dans cette zone peut provoquer en effet des remous de 40 à 50 mètres. Malgré tout, la construction est plus aisée que celle d'Ar-Men car les dimensions de 50 m par 20 m de la roche sont plus importantes, et celle-ci émerge de 14 m au-dessus du niveau des plus hautes mers. Une fois taillée, la roche permet la construction d'une plate-forme de 20 m sur 10 m.
Pour la phase de construction proprement dite, l'ingénieur Victor Fénoux, responsable du projet, pense planifier des campagnes de cinq mois par an, à raison d'un jour de beau temps sur deux pendant les six jours de chaque quartier de lune, soit environ trente accostages par an, c'est-à-dire le même nombre d'accostages qu'à Ar-Men.

#### Construction

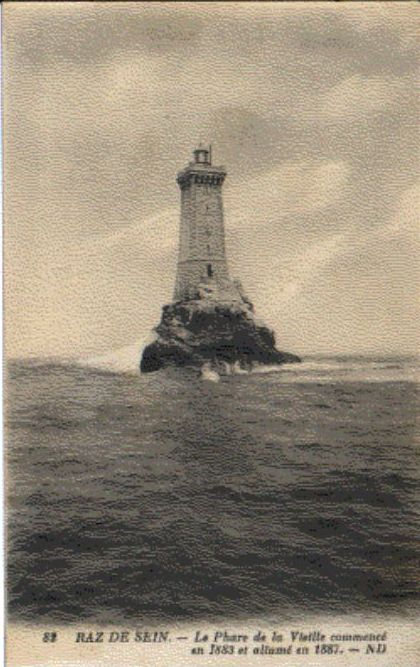
Le phare de la Vieille juste après sa construction.

Le 29 janvier 1881, après deux années d'études, le ministre des Travaux publics donne son accord définitif pour la construction du phare. L'île de Sein est choisie comme base, pour la direction du chantier et le stockage des matériaux (pierres de taille). La charge d'ingénieur responsable de la surveillance des travaux est confiée au conducteur Probestau, qui logera sur l'île.
En 1881, la construction du phare d'Ar-Men vient de se terminer. Ce dernier est situé à 18 km à vol d'oiseau du site du phare de la Vieille. La construction d'Ar-men fut extrêmement difficile et tout naturellement les constructeurs vont bénéficier de cette expérience acquise pour diriger les travaux du phare de la Vieille.
Les campagnes de travaux débutent chaque année après les tempêtes hivernales, soit le 1er mai. Pour acheminer hommes et matériel, un petit bateau à vapeur est utilisé. Il embarque les ouvriers et prend en remorque une grosse chaloupe pontée contenant les pierres de taille et autres matériaux de construction ainsi que les canots d'accostage.
La zone du phare est une zone à forts courants qui, lorsqu'ils sont couplés avec la houle, empêchent l'accostage du rocher. Les bateaux de l'époque ne peuvent rester au point fixe et débarquer hommes et matériel sur le rocher en toute sécurité. Pour pallier ce problème, des mouillages sont installés, couplés à une chaloupe et à des canots. La manœuvre pour aborder le phare se déroule comme suit : le rocher est équipé de mâts de charge pour décharger la chaloupe ; les canots font la liaison entre le rocher, la chaloupe et le vapeur ; la chaloupe durant le flot et une partie du jusant est mouillée grâce à trois corps-morts situés au sud-ouest du phare. Ils permettent un amarrage de la chaloupe à proximité du rocher ; enfin, pour le mouillage du vapeur, une bouée plus éloignée est utilisée, mais parfois, lors des vives eaux, les courants sont tellement violents que le vapeur va mouiller en baie des Trépassés, prêt à revenir à proximité du rocher à la moindre alerte.
Les premiers accostages sont mis à profit pour construire un petit abri maçonné dans un creux situé à l'est du rocher. La construction  abrite les ouvriers, les vivres et les outils. Cet abri est une protection face aux caprices du temps, les ouvriers peuvent travailler plus longtemps à l'arasement de la roche, mais cet abri n'est pas suffisant par mauvais temps ; les travaux sont alors reportés.
La maçonnerie du soubassement débute le 5 août 1882. S'ensuit alors la construction de la tour et de sa plate-forme. Finalement en 1886, après trois saisons d'efforts, la tour et sa plate-forme sont terminées, ainsi qu'une partie des aménagements intérieurs. Pour les derniers aménagements il faudra attendre 1887.
La maçonnerie est hourdée au ciment Portland de Boulogne gâché à l'eau de mer pour le soubassement et la plate-forme, et à l'eau douce pour le reste afin de mieux garantir la salubrité des logements.
L'étude et la construction sont dirigées de 1879 à 1885 par l'ingénieur en chef des Ponts et Chaussées Fénoux, et en 1886 et 1887 par l'ingénieur en chef Considere. L'ingénieur ordinaire Miniac suivra le chantier tout au long de son déroulement.
Le feu de la Vieille est enfin allumé le 15 septembre 1887, date de fin des travaux qui est gravée sur la tour. Il remplace alors les deux feux d'alignement de la pointe du Raz, devenus inutiles.

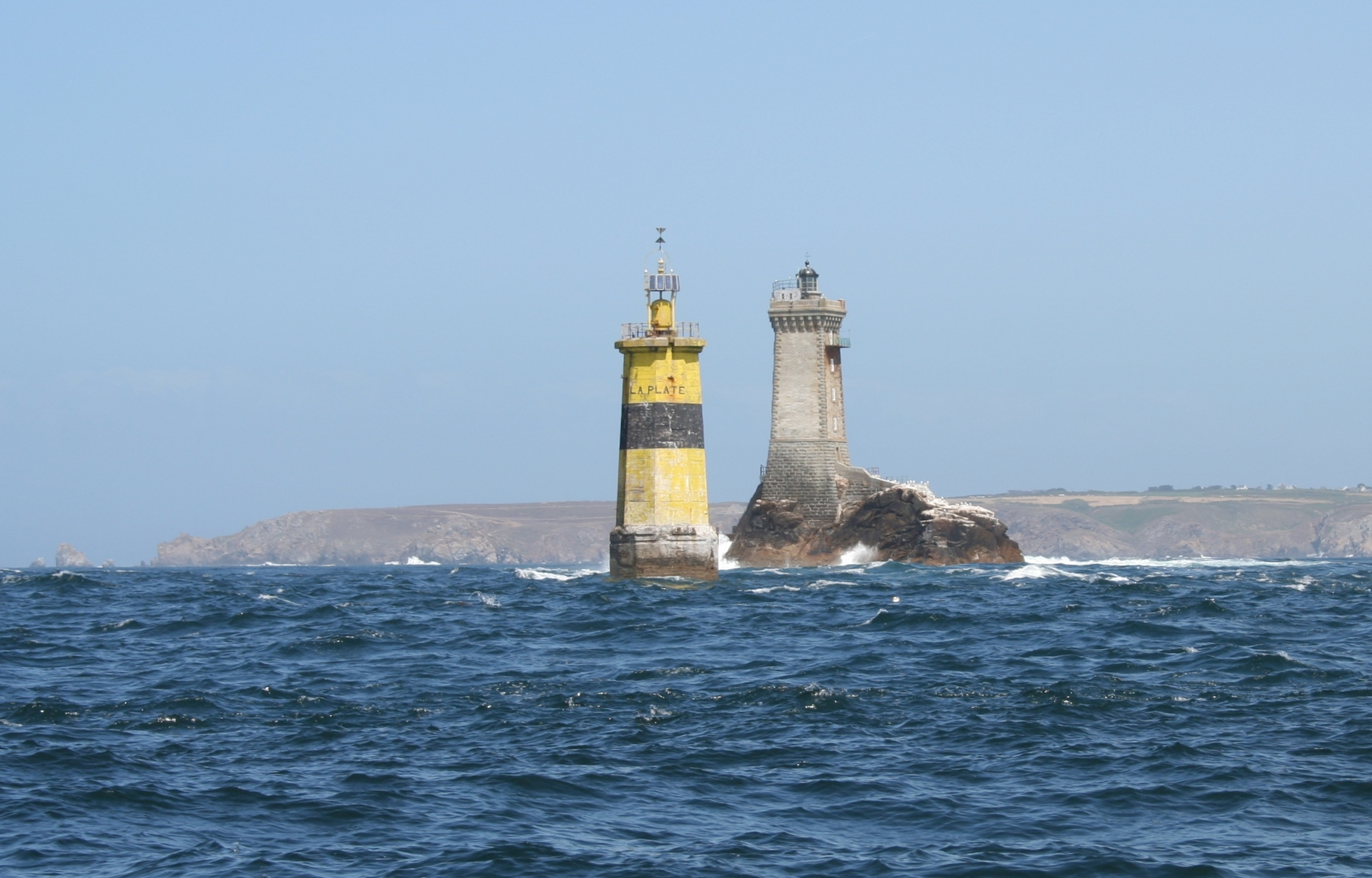
Vue de la Plate et de la Vieille depuis l'ouest vers l'est.
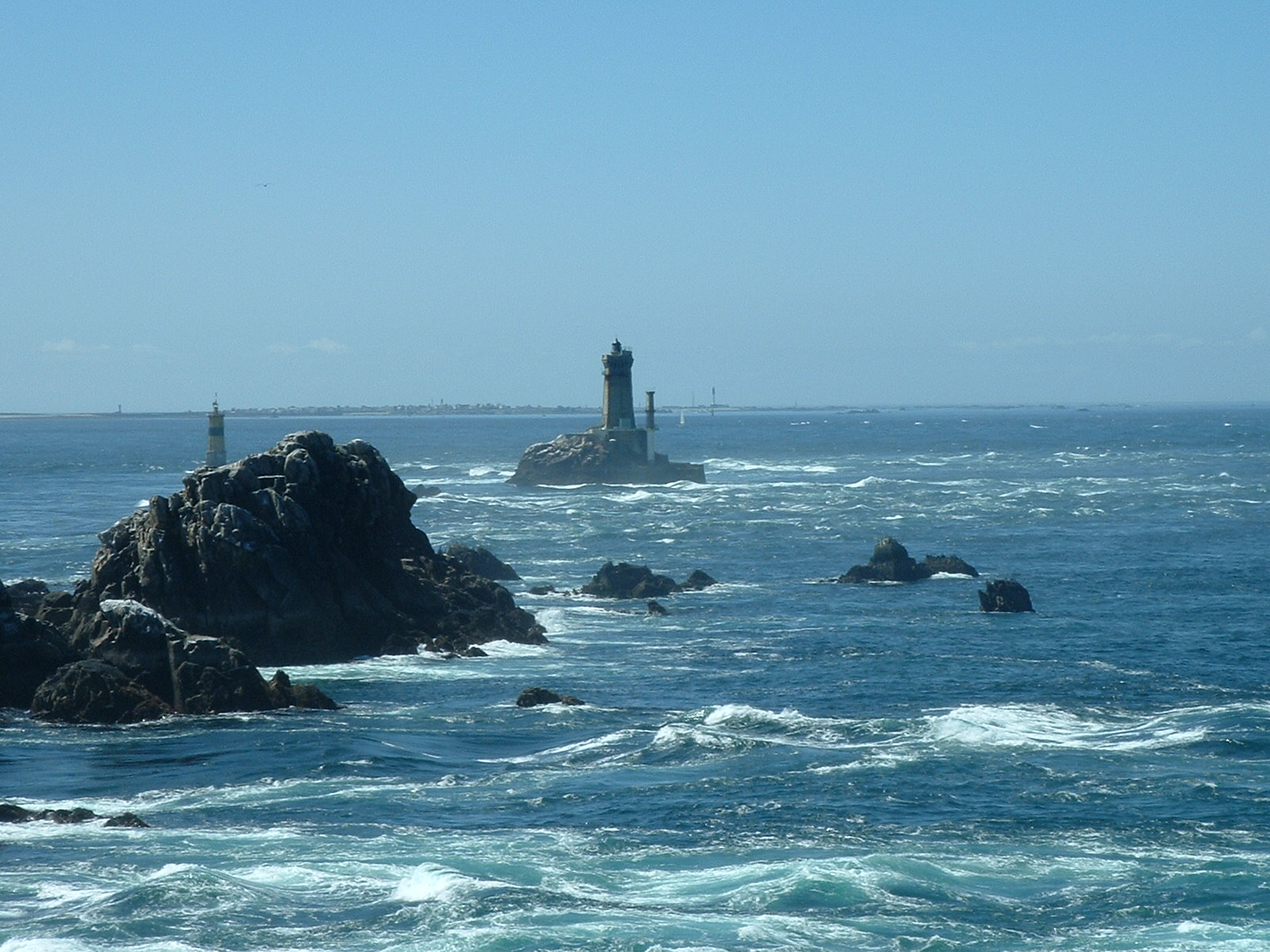
Le raz de Sein et le phare de la Vieille vus depuis la pointe du Raz.
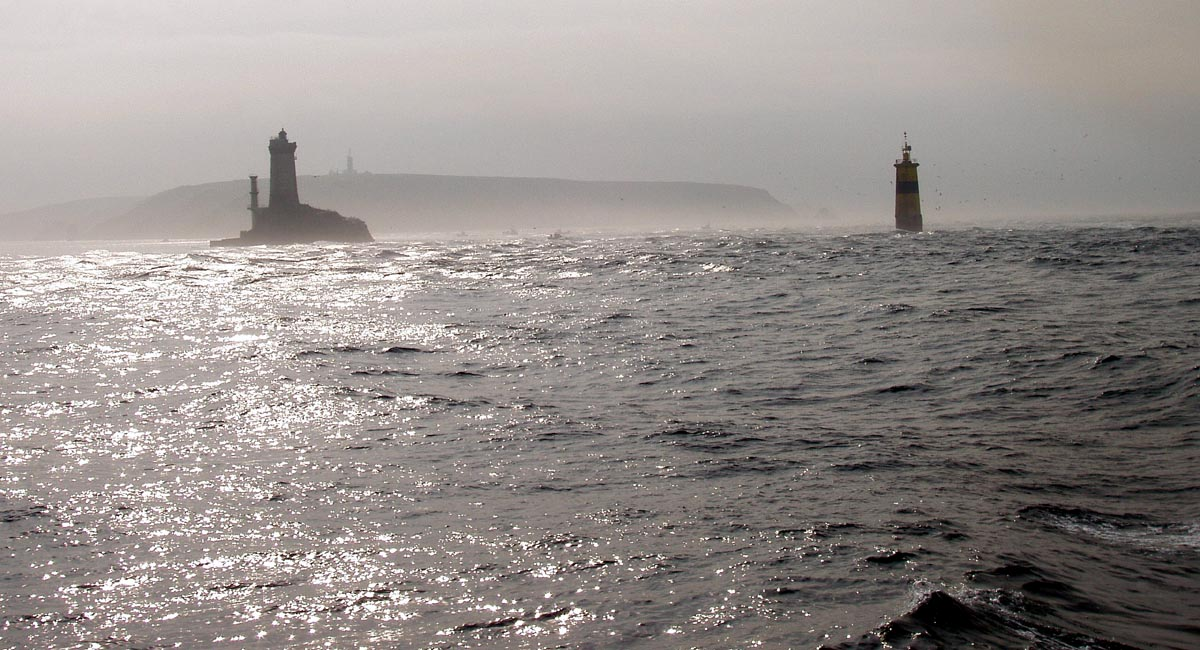
Le phare de la Vieille et la pointe du Raz, au petit matin, depuis une vedette reliant l'île de Sein au continent.
- Le phare de la Vieille et la tourelle de la Plate vus du Raz de Sein.

### Le drame et le sauvetage de 1926
Au début de l'année 1926, le phare de la Vieille devait être le théâtre d'un grave incident, le plus médiatisé de l'histoire des phares en mer français. À l’issue de la Première Guerre mondiale, la France comptait de nombreuses gueules cassées dans sa population ; aussi l'État avait fait adopter plusieurs dispositions pour faciliter leur réinsertion professionnelle. En particulier la loi du 26 avril 1924 rendait leur embauche obligatoire et prioritaire dans l'administration ; elle prévoyait dans ce but une liste d'« emplois réservés » qui comprenait, en plus de professions telles que garde-champêtre, facteur en zone rurale, employé aux écritures, concierge, gardien de musée ou de square, huissier de ministère et autres, celle de gardien de phare…
Ce sont donc deux mutilés de guerre, messieurs Mandolini et Ferracci, qui se retrouvent affectés, respectivement les 3 juin 1925 et 22 novembre 1925, à la surveillance du phare de la Vieille. Ce travail pénible n’est bien sûr pas fait pour eux ; les deux hommes sont très handicapés. Mandolini n'a plus l'usage d'un bras, Ferracci toujours une balle logée dans le corps. Ils sont peu en mesure d'utiliser le cartahu lors des périlleuses relèves. Tous deux sont aussi atteints aux poumons mais ils devaient gravir quotidiennement les 120 marches séparant les réservoirs à pétrole de la salle de veille. Leurs demandes répétées de mutation, certificats médicaux d'inaptitude à l’appui, demeurent sans effet.
À la fin du mois de décembre 1925, la France subit l'assaut de très violentes tempêtes. Le gardien-chef du phare de la Vieille est alors en congé à terre ; seuls les deux mutilés de guerre sont restés « à bord ». Pendant plusieurs semaines, le gros temps rend impossible toute approche du phare. Lorsque les deux « emplois réservés » en viennent à hisser au sommet de la Vieille le pavillon noir de détresse, la houle est si forte que les pêcheurs des environs (à l'époque chargés de la relève et du ravitaillement) ne peuvent leur venir en aide. Les deux malheureux sont entr’aperçus sur la plateforme, « noirs comme des démons, les vêtements en lambeaux ». Le canot du baliseur Léon-Bourdelles tente de leur porter secours mais il manque de sombrer avec son équipage,.
Le 19 février 1926, le drame tourne à la tragédie quand une goélette de Paimpol, La Surprise , se perd corps et biens sur les brisants de Plogoff ; les dix membres de l'équipage périssent. Des témoins soutiennent que le phare de la Vieille n'était pas allumé cette nuit-là et que sa corne de brume n'avait fonctionné que par intermittence.
La tempête ne se calme pas les jours suivants et les deux gardiens mettent leur pavillon en berne en signe de désespoir.
Finalement, le 28 février 1926, un patron-pêcheur de Plogoff, Clet Henri Coquet, son fils et le gardien-chef d'Ar-Men Nicolas Kerninon parviennent malgré le gros temps à ramener les deux veilleurs exténués à terre. Pour ce faire, Kerninon et le jeune Coquet auront dû nager dans les flots glacés, encordés à un filin jeté entre la barque et l'escalier du phare. Ils remplacent temporairement les deux gardiens dans la tour.
L’affaire est relayée par la presse (dans un premier temps La Dépêche de Brest qui rappelle d'autres incidents survenus à des mutilés de guerre au phare de la Jument et à celui d'Ar-Men, puis des quotidiens nationaux) ; elle remonte devant le Parlement. Un décret du 1er septembre 1927 exclura le métier de gardien de phare en mer de la liste des emplois réservés. Quant aux deux hommes, ils ne seront pas tenus responsables du naufrage et ils seront affectés à des phares continentaux. Cette affaire entraîne finalement la modification de la loi sur les emplois réservés avec l'interdiction définitive d'employer des mutilés de guerre dans les phares en mer.
Les six sauveteurs reçurent chacun une gratification de 1 000 francs octroyée par le gouvernement d'Aristide Briand et trois sauveteurs reçurent la médaille de la Société centrale de sauvetage des naufragés.

### Depuis l'automatisation
L'automatisation du phare eut lieu le 14 novembre 1995 ; il est depuis télé-contrôlé depuis l'île de Sein. Il fut l'avant-dernier phare en mer français à être automatisé, avant Kéréon.
Le 10 mars 2008, à la suite d'une violente tempête, le mât de charge (Temperley) est arraché, et n'est pas remplacé. Cela impose des travaux de sécurisation de l'accès au phare ; ils sont réalisés par la subdivision des phares et balises de Brest. Les travaux ont consisté, en matière de génie civil, en la réalisation d'une série de plateaux, d’échelles et de marches, complétés par une potence démontable.
Au bout de quinze ans d'inhabitation, privée de l'entretien autrefois assumé par les gardiens, la lanterne du phare, posée en 1886, commence à connaître des fuites. L'eau de mer ruisselle dans le phare, menaçant l'intérieur, mobilier, boiseries, circuits électriques et électroniques. La Vieille n'est d'ailleurs pas un cas isolé, plusieurs autres phares automatisés connaissant la même situation. La lanterne est enlevée par hélicoptère au cours de l'été 2019 pour être restaurée à Brest, cependant qu'une lanterne provisoire est installée à sa place.
La Société nationale pour le patrimoine des phares et balises et l'association Phares du Ponant ont souvent signalé la dégradation progressive de ce phare depuis son automatisation.

## Architecture et aménagement
C'est pour une raison d'esthétique que le phare possède une forme quadrangulaire et trapue, légèrement crénelée, et qui s'élargit vers la base. La tour carrée possède une extension demi-cylindrique sur sa face nord contenant l'escalier à vis. La structure du phare a été construite en pierre de taille à bossages de granite gris de l'île de Sein, alors que l'encadrement des ouvertures et les angles de l'édifice sont en moellons enduits de granit vert-bleu de Kersanton. Le crènelage de la tour est un encorbellement sur corniche à modillons qui supporte une balustrade en pierre de taille. La lanterne est couverte d'un toit bombé en zinc, alors que le phare lui-même est recouvert d'une terrasse. L'aspect du phare dénote une recherche esthétique de la part de ses concepteurs, mais également une volonté de réaliser un édifice reconnaissable, qui ne puisse pas être confondu par mauvais temps avec son voisin Tévennec.
Un escalier indépendant, de deux volées en béton, permet de débarquer sur la plate-forme qui dessert le phare.
L'intérieur du phare a été aménagé dans un souci d'efficacité. Au rez-de-chaussée se situent les groupes électrogènes, les citernes et divers matériels d'accostage. Au-dessus, se trouvent quatre chambres superposées, accueillant respectivement le magasin des huiles, la cuisine, la chambre à coucher et enfin, la chambre de veille, sous la lanterne.

## Histoire du signal

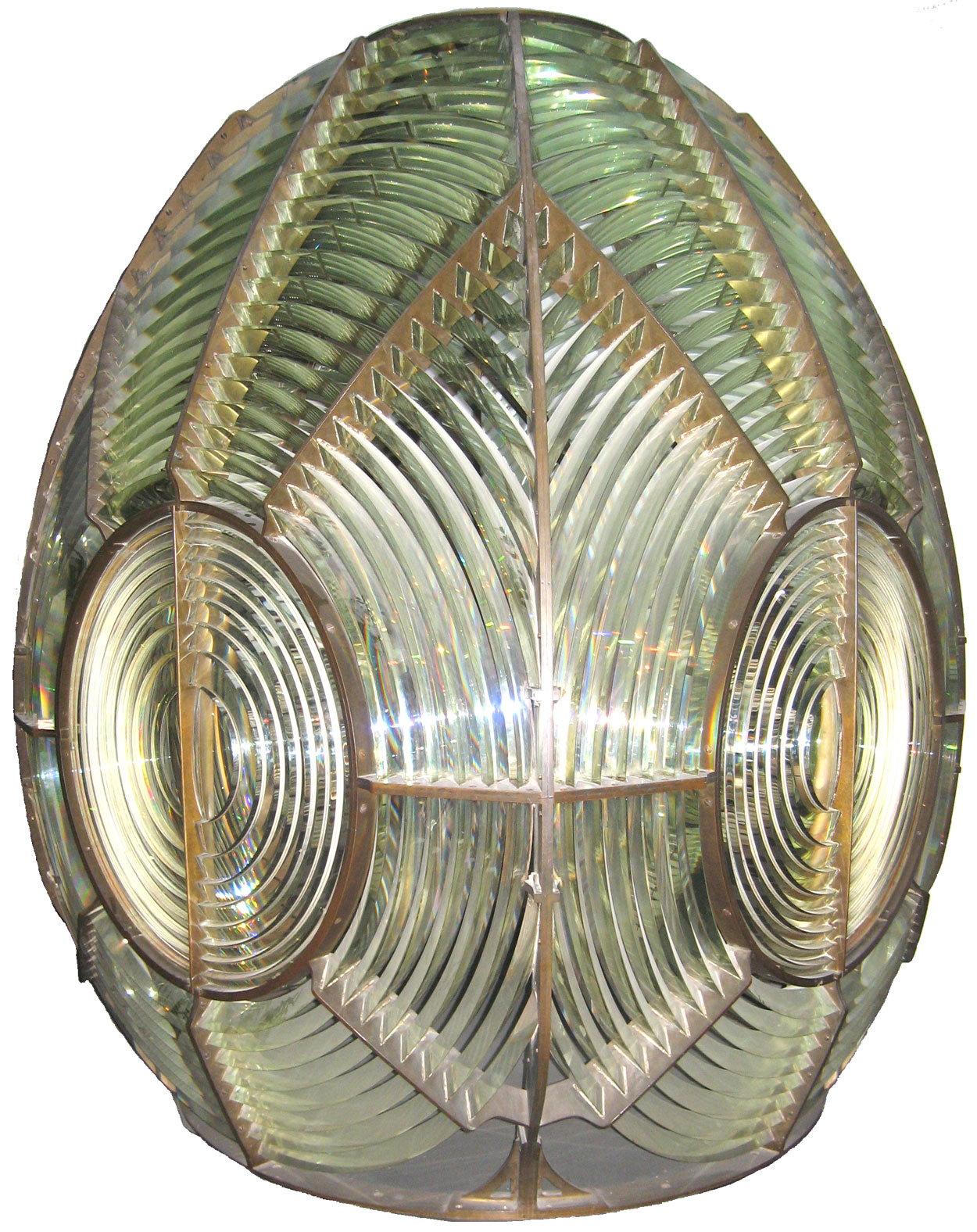
Une lentille de Fresnel, feu de phare.

Au cours de son histoire, le feu de la Vieille aura balisé le raz de Sein de différentes façons, avec plusieurs améliorations successives. Le premier feu fixe est allumé le 15 septembre 1887. Pourvu d'une focale de 50 cm, il se composait de secteurs blancs rouges et verts. Au même instant, les deux feux de la pointe du Raz sont éteints. En 1898, le feu est équipé d'un système à occultations toutes les 5 secondes. Le brûleur est renforcé en 1904 par un brûleur à pétrole à incandescence. Un signal de brume est ajouté le 15 novembre 1913. Le signal actuel à trois occultations (2+1) blanc, rouge et vert comprenant 5 secteurs blancs, rouges et verts, d'une portée de 18 milles, est installé en 1939 ; il se répète toutes les 12 secondes. La lanterne d'un diamètre de 3 mètres, est équipée d'une lampe halogène de 250 W.
Les combustibles ont également varié au fil du temps. L'huile minérale est d'abord utilisée, à la mise en service en 1887. La vapeur de pétrole sert ensuite, à partir de 1898. L'électrification puis l'automatisation interviennent en 1995.
Les groupes électrogènes servaient à la vie des gardiens et non pas au fonctionnement du feu du phare. Ce dernier a fonctionné à la vapeur de pétrole jusqu'au début de 1995.
Lors de la Seconde Guerre mondiale, le feu est évacué le 21 janvier 1944 et n'est rallumé que le 1er juin 1945.

## Vie dans le phare: gardiens et relève
Le phare était normalement occupé en permanence par deux gardiens, relevés régulièrement, mais pas en même temps. Deux vedettes venaient le ravitailler, la Blodwen et la Velléda, toutes deux dépendantes des Phares et balises du Finistère.
Comme pour la plupart des phares en mer, la relève de la Vieille s'effectuait à l'aide du cartahu, un filin que les gardiens lançaient à l'équipage de la vedette. Une fois le cartahu saisi et un va-et-vient établi entre le phare et le bateau, on y accrochait le « ballon » : c'était un siège rudimentaire, dont la forme n'était pas obligatoirement sphérique, et qui à l'origine était en liège. Puis le gardien « montant », équipé d'un gilet de sauvetage et assis à califourchon sur le ballon, était halé à l'aide d'un treuil manipulé par les deux gardiens en poste. Cette procédure, qui garantissait la présence permanente d'au moins deux hommes sur le phare, était indispensable non seulement pour assurer le service mais aussi pour effectuer la relève dans de bonnes conditions. Arrivé sur la plate-forme du phare, le gardien « montant » passait son gilet de sauvetage au gardien « descendant » et prenait sa place au treuil, pendant que son collègue utilisait le « ballon » à son tour pour rejoindre le pont de la vedette. On transférait enfin le ravitaillement.
Durant toute la manœuvre, la vedette frôlait les rochers à la base du phare. Aussi, l'exercice de la relève, qui requérait à la fois agilité de la part des passagers et virtuosité de la part du pilote et de l'équipage, devenait périlleux, si ce n'est tout simplement impossible, dès que la mer se faisait trop agitée.
Un nouveau mode de relève des gardiens est alors mis en place durant l'été 1926, grâce à la construction d'une tour à système Temperley,. Le Temperley ayant été démonté lors de l'automatisation du phare en novembre 1995 (et la tour détruite par une tempête en 2008), l'accès au phare se fait désormais par hélitreuillage.
Noël Fouquet, Jean Donnart, Michel Rozenn et Guy Lasbleiz passent leur dernière nuit sur le phare avant son automatisation le 14 novembre 1995. En effet, protestant contre cette décision, Jean Donnart et un de ses collègues avaient refusé la relève, ce qui explique la présence de quatre gardiens dans le phare au lieu des deux règlementaires. Depuis cette date, le phare est télécontrôlé depuis l'île de Sein.

## Le phare dans la culture
L'acteur Jean Rochefort était le parrain du phare de la Vieille.
En 2019, La Poste a émis un carnet de douze timbres à validité permanente intitulé « Repères de nos côtes » dans lequel figure le phare de la Vieille.

### Livres
- Anatole Le Braz : Le Gardien du feu, 1900, roman (l'action de ce roman se déroule sur le rocher de Gorlebella et le phare de la Vieille).
- Louis Le Cunff : Feux de mer, 1992, roman, Bertrand de Quénetain, Saint-Malo  (ISBN 2-905970-44-8).

### Filmographie
- Gardiens de Phare, réalisé par Jean Grémillon en 1929 ;
- Les Gardiens du feu, réalisé par Jean-Yves Le Moine et Thierry Marchadier en 1992, produit par 1+1 Production, qui relate la vie de deux des gardiens du phare de la Vieille lorsque son feu fonctionnait encore au pétrole.